# 야마모토 히로시 (양궁 선수)
야마모토 히로시(일본어: 山本 博, やまもと ひろし, 1962년 10월 31일 ~ )는 일본의 양궁 선수이다. 일본체육대학 교수이기도 하다.

## 생애
일본체육대학 3학년 때인 1984년 로스앤젤레스 올림픽에서 동메달을 따 양궁 기대주로 주목을 받았다.
1988년 서울 올림픽에서는 8위, 1992년 바르셀로나 올림픽에서는 17위, 1996년 애틀랜타 올림픽에서는 19위로 줄곧 성적이 떨어졌다. 2002년 부산 아시안게임 금메달을 계기로 페이스를 되찾아 2004년 아테네 올림픽에서 은메달을 따면서 일본 양궁에서 '중년의 별'로 떠올랐다. 2006년 양궁 월드컵 터키대회에서 남자 단체 금메달을 딴 뒤 국제 양궁 연맹(FITA) 랭킹에서 일본인으로는 처음으로 남자 1위에 오르기도 했다.

## 일화
- 2004년 아테네 올림픽에서 은메달을 딴 뒤 개인 홈페이지에 남긴 "20년 걸려 동메달을 은메달로 바꿨습니다. 지금부터 20년 걸려 금메달을 따겠습니다"라는 글이 일본에서 큰 화제가 됐다.
- 2005년 스페인 세계선수권대회에 출전하면서 13회 연속 세계선수권대회 출전이라는 세계 양궁 사상 전무한 기록을 세웠다.
- 2008년 베이징올림픽을 앞두고 2007년 5월에 열린 국가대표 3명을 뽑는 선발전에서 4위에 그치는 바람에 올림픽에 출전할 수 없었다.
- 아들, 딸도 학교 양궁 선수다.